# Rhythm Thief e il Tesoro dell'Imperatore
Rhythm Thief e il Tesoro dell'Imperatore (リズム怪盗R 皇帝ナポレオンの遺産?, Rizumu Kaitō R: Kōtei Naporeon no Isan, in inglese Rhythm Thief & the Emperor’s Treasure) è un videogioco per Nintendo 3DS. È ambientato a Parigi. Supporta la modalità streetpass. Il gioco può essere completato solo con il senso del ritmo.

## Trama
Il gioco si apre con il furto della bara di Napoleone. La scena si sposta su un uomo davanti alla bara, che dice che è arrivato il momento di svegliarsi, dopo di che, Napoleone apre gli occhi e si alza in piedi.
La vera storia si svolge tre anni dopo. Il personaggio principale è Raphael / Ralph (ラルフ?, Rarufu) che, nei panni di Phantom R, un ladro gentiluomo, ruba quadri e li restituisce dopo pochi giorni, in compagnia del suo fedele cagnolino Fondue. Suo padre è scomparso tre anni prima, il suo unico indizio è una moneta con uno strano simbolo, così comincia a rubare anche opere con quel simbolo, e in particolare il bracciale di Tiamat. Dopo essersene impossessato, durante la fuga si ritrova a salvare una ragazza, Marie, (che ha tra le braccia un violino con inciso il famigerato simbolo) dagli scagnozzi di un uomo che dice di essere Napoleone, che reclama la Corona del Drago.
La mattina seguente Raphael riaccompagna la ragazza a casa sua, cioè un convento. Marie è stata abbandonata lì quando era piccola, insieme a un violino e lo spartito della canzone Principessa Luna, che si è sempre esercitata a suonare nella speranza di farsi riconoscere da sua madre.
I due ragazzi decidono di fare luce questi misteri, a partire dalla Corona del Drago.

## Modalità di gioco
Ha 50 livelli, giocabili anche in modalità difficile, otto livelli multiplayer e quattro sfide infinite. Sono presenti 10 capitoli nella storia principale, più altri tre bonus.

## Personaggi
- Raphael / Ralph: il protagonista del gioco; ha una identità segreta, Phantom R, un ladro che ruba opere d'arte e li restituisce pochi giorni dopo averli esaminati per cercare indizi relativi a suo padre. Si innamorerà della violinista Marie.
- Fondue: il cane di Raphael, soprannominato in onore del suo cibo preferito. Ha un gran senso del ritmo e lo aiuterà in varie situazioni.
- Marie: ragazza che è stata abbandonata sui gradini di un convento quando era ancora neonata con un violino su cui è inciso uno strano simbolo. Pare sia innamorata di Raphael e contraccambiata.
- Napoleone: un uomo misterioso e malvagio che dice di essere Napoleone; sa qualcosa sul simbolo misterioso.
- Ispettore Vergier: capo della polizia di Parigi che vuole catturare Phantom R a tutti i costi.
- Charlie: dice di essere un ispettore privato e cerca di catturare Phantom R con le sue abilità calcistiche. Poi si scopre che è la figlia di Vergier.
- Elisabeth: è un'importante duchessa di Parigi, è la madre di Marie. Ha abbandonato Marie per proteggerla
- Alfred / Roman: il maggiordomo e la guardia del corpo di Elisabeth.
- Jean-Francois / Graf : un uomo che ha aiutato molto Marie al convento, ma poi si rivela essere dalla parte di Napoleone.
- Isaac / Darius: il padre di Raphael, scomparso misteriosamente.
- Auban e Bernard: due uomini che possiedono tutti e due un negozio. Il primo vende filmati, sfide del ritmo non più disponibili non completate, pezzi dell'assolo fantasma non più reperibili e sfide in modalità maratona. Il secondo deve completare lo strumento principale, uno strumento che cambia suono ogni volta che ne sente uno nuovo, e si devono usare dei suoni per passare alla fase successiva. Quando lo strumento principale sarà completato verrà sbloccato il capitolo bonus "L'incontro con Fondue".

## Livelli base
- La fuga
- Battaglia diabolica[4]
- Duello con Alfred
- Attacco al Louvre[4]
- Principessa luna (si gioca con Marie)
- Prova al ristorante
- Carne volante (si gioca con Fondue)
- Balliamo![4]
- Ritmo in cucina
- Antidiabolico
- Avanti nel buio
- Operazione Fondue (si gioca con Fondue)